# Shovívaví
Shovívaví (francouzsky Indulgents) je označení pro politickou skupinu, jejíž poslanci v Konventu byli součástí  tzv. hory během Velké francouzské revoluce, ale nesouhlasili s pokračováním teroru. Oddělila se od původních kordeliérů, k hlavním představitelům patřili Georges Danton a Camille Desmoulins. Záměrně hanlivý termín vymyslel Maximilien Robespierre, vůči němuž stáli v opozici. Sami se nazývali dantonisté podle svého vůdce.

## Historie
Dantonisté v Konventu zpočátku podporovali zavedení revolučních opatření jako zřízení Revolučního tribunálu (které navrhl Danton) a přispěli i k pádu girondistů (Desmoulins svým pamfletem). V létě 1793 se však část kordeliérů domnívala, že revoluce nepostupuje dostatečně rychle, což vedlo k rozštěpení klubu na mírnější tzv. shovívavé a radikální hébertisty pod vedením Jacquese Reného Héberta.
Poprava girondistických vůdců dantonisty otřásla. Desmoulins začal 5. prosince 1793 vydávat časopis Le Vieux Cordelier (Starý kordeliér), s jehož pomocí se dantonisté snažili ovlivňovat veřejné mínění. Nejprve útočili na hébertisty, později ji i na Výbor veřejného blaha a na skupinu kolem Robespierra. Po vojenských úspěších revoluční armády a potlačení povstání v departementech nepovažovali pokračování jakobínského teroru za nezbytné. Desmoulins volal po zřízení „výboru milosti“.
Výbor veřejného blaha se již na jaře 1794 vypořádal s oběma frakcemi. Po odsouzení a popravě Héberta a jeho stoupenců (24. března) volali radikální členové výboru po zatčení Dantona, Desmoulinse a dalších shovívavých, s tím však Robespierre nejprve váhal. K zatčení došlo v noci z 30. na 31. března, ráno přednesl Saint-Just v Konventu obžalovací řeč a Konvent schválil soudní proces. O tři dny později začalo čtení obžaloby státním žalobcem Fouquier-Tinvillem před revolučním tribunálem. Obžalováni byli zejména z tajných kontaktů s generálem Dumouriezem, který přeběhl k nepřátelským silám koalice. Danton se vášnivě hájil, až měl žalobce obavy, že přesvědčí porotu. Saint-Just si proto vyžádal v Konventu schválení nařízení, že „každý obviněný, který se vzepře národní spravedlnosti či ji pohaní, se nebude smět hájit“. Dne 5. dubna (16. germinalu podle revolučního kalendáře) tribunál vynesl trest smrti pro všechny souzené. Rozsudek byl týž den vykonán gilotinou.
Vedle Dantona a Desmoulinse byli popraveni Fabre d'Églantine, François Chabot, Marie-Jean Hérault de Séchelles, Claude Basire, Joseph Delaunay, Pierre Philippeaux, Marc René Marie de Sahuguet d'Amarzit d'Espagnac, generál Westermann, bratři Junius a Emmanuel Freyové (českého původu) a další. 
O týden později byla popravena vdova po Desmoulinsovi Lucile (údajně za přípravu povstání ve vězení) spolu s dalšími, mimo jiné se zbývajícími hébertisty.
Robespierre sám přežil odstranění svých odpůrců jen o pár měsíců, když byl 28. července popraven po thermidorském převratu.